# Harwich (Massachusetts)
Harwich es un pueblo ubicado en el condado de Barnstable en el estado estadounidense de Massachusetts. En el Censo de 2010 tenía una población de 12.243 habitantes y una densidad poblacional de 142,67 personas por km².

## Geografía
Harwich se encuentra ubicado en las coordenadas 41°40′56″N 70°4′24″O / 41.68222, -70.07333. Según la Oficina del Censo de los Estados Unidos, Harwich tiene una superficie total de 85.81 km², de la cual 54.09 km² corresponden a tierra firme y (36.97%) 31.72 km² es agua.

## Demografía
Según el censo de 2010, había 12.243 personas residiendo en Harwich. La densidad de población era de 142,67 hab./km². De los 12.243 habitantes, Harwich estaba compuesto por el 93.47% blancos, el 1.58% eran afroamericanos, el 0.42% eran amerindios, el 0.68% eran asiáticos, el 0.02% eran isleños del Pacífico, el 1.94% eran de otras razas y el 1.89% pertenecían a dos o más razas. Del total de la población el 1.45% eran hispanos o latinos de cualquier raza.